# Каришево
Кари́шево (рос. Карышево, башк. Ҡарыш) — присілок у складі Міякинського району Башкортостану, Росія. Входить до складу Зільдяровської сільської ради.
Населення — 11 осіб (2010; 19 в 2002).
Національний склад:
- башкири — 74%